# Claude de Jouffroy d'Abbans
Pour les autres membres de la famille, voir Famille de Jouffroy d'Abbans.
Claude François de Jouffroy d'Abbans, né le 30 septembre 1751 à Roches-sur-Rognon (actuel Roches-Bettaincourt) en Champagne et mort le 18 juillet 1832 à Paris, est un architecte naval, ingénieur, industriel et franc-maçon français.
À peine cent ans après le perfectionnement du principe de la machine à vapeur par Denis Papin en 1687 et plus de dix ans avant la Révolution française de 1789, il participe à la révolution industrielle dans le domaine de la propulsion maritime, des transports fluviaux et maritime, en inventant en plusieurs étapes, les premiers bateaux à vapeur et bateaux à roues à aubes prototypes, puis de ligne régulière,, en concurrence avec l'Anglais James Watt et l'Américain Robert Fulton,.

## Biographie

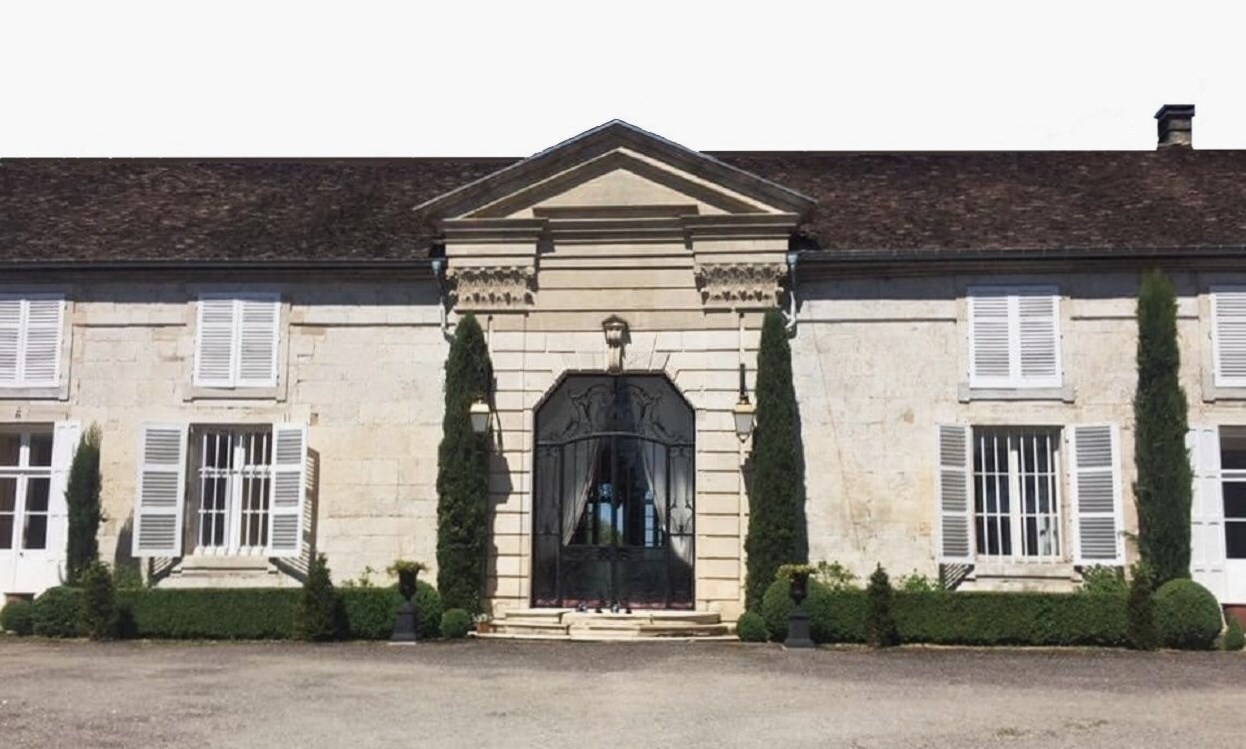
le Château de Roches-sur-Rognon (Haute-Marne)

Claude François Dorothée de Jouffroy d'Abbans naît au château de Roches-sur-Rognon en Champagne. Membre de la famille de Jouffroy d'Abbans, il est le fils aîné du marquis Claude-Jean-Eugène de Jouffroy d'Abbans (1715-1796) et de Jeanne Henriette de Pons de Rennepont (1717-1793). Il commence ses études chez les Dominicains de Quingey près du château familial d'Abbans à Abbans-Dessus, à environ 17 km au sud-ouest de Besançon. Puis son père le fait entrer à 13 ans à la cour de France du château de Versailles, comme page au service de la princesse dauphine Marie-Josèphe de Saxe (belle fille du roi Louis XV). La mort de cette dernière en 1767 le fait revenir au château paternel.
De même que ses amis Claude François Joseph d'Auxiron et Charles-François Monnin de Follenay, il est initié à la franc-maçonnerie en mai 1768 à la loge Sincérité de Besançon, constituée quelques années plus tôt à l'initiative de Charles de Lacoré (intendant de la province de Franche-Comté).
Devenu lieutenant au régiment de Bourbon-Infanterie, il a une altercation — pour les faveurs d'une jeune duchesse — avec le responsable de ce régiment, le comte d'Artois, petit-fils du roi Louis XV (et futur roi Charles X). Une lettre de cachet de Louis XV l'envoie au cachot en 1772, au fort royal de l'île Sainte-Marguerite, des îles de Lérins. Ce serait lors de ce séjour qu'il observe le passage des galères, et met son enfermement à profit pour étudier les sciences et perfectionner les machines à vapeur qu'il utilisera sur ses bateaux.
Pour cela, Il entre en contact avec deux chercheurs : Pierre-Alexandre Lemare, inventeur du caléfacteur, ancêtre de l'autocuiseur, et les frères Claude et Nicéphore Niépce, qui mettent  au point un moteur à combustion interne, le pyréolophore, précurseur du  moteur diesel. Ce moteur utilisé notamment pour entraîner une pompe qui rejette un jet d'eau à l'arrière d'un bateau, propulse avec succès un modèle réduit sur la Saône en 1807.

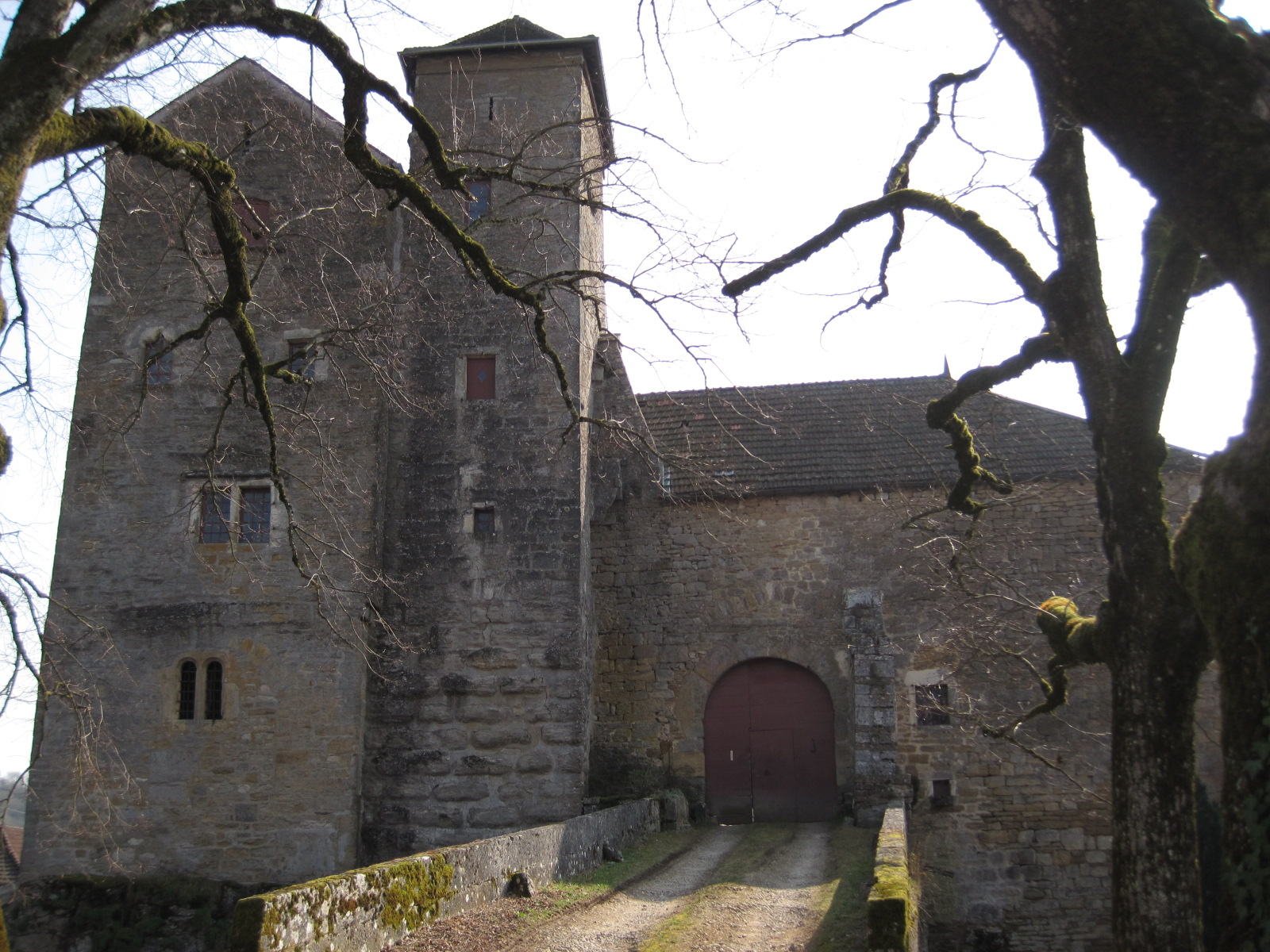
Château d'Abbans, XIIIe siècle, Abbans-Dessus (Doubs).
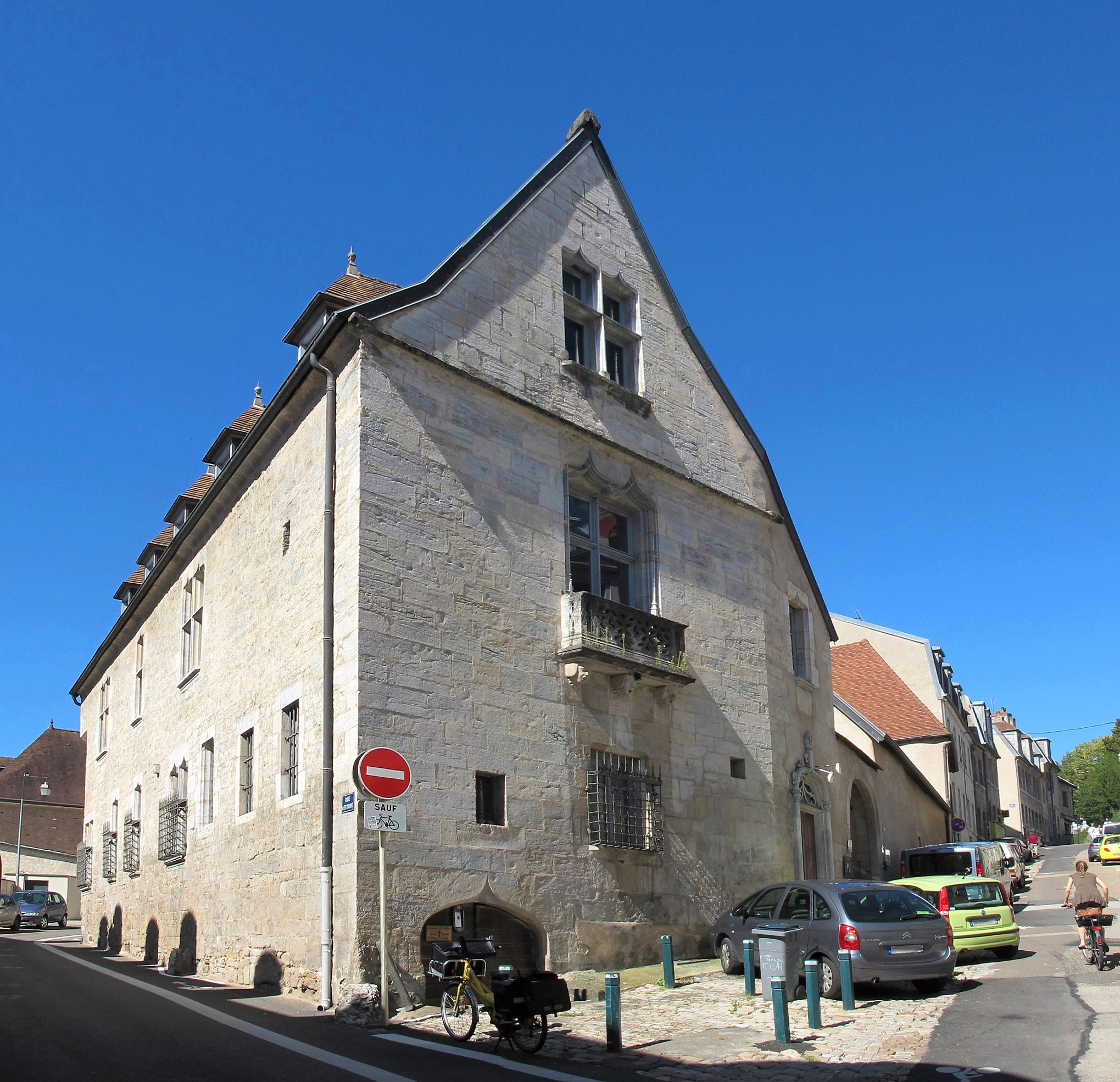
Hôtel Jouffroy, Besançon.

### LePalmipède
Libéré en 1774, privé des perspectives d'une carrière militaire, il rejoint Paris et s'intéresse à la fois à la construction des navires et à l'avenir de la machine à vapeur. À une époque où la propulsion navale (maritime et fluviale) est assurée par la force naturelle des courants, le halage des bateaux depuis la rive par la traction animale voire humaine en rivières et canaux, ou les rames et voiles, il entre dans une société formée par Claude d'Auxiron de Quingey, les frères Périer (banquiers), et Monnin de Follenay dont le projet est de faire naviguer un bateau à vapeur. Un ecclésiastique du canton de Berne nommé Genevois avait publié à Londres en 1760 Quelques découvertes pour l'amélioration de la navigation où il développait l'invention de rames articulées et palmées, qui s'ouvrent en s'appuyant sur l'eau pour imprimer un mouvement de progression en avant, et se referment quand cet effet a été produit. Peu soutenu par son père, c'est sa sœur aînée Marie Élisabeth, chanoinesse de l'abbaye de Baume-les-Dames, qui intercède auprès de l'abbesse Henriette de Damas-Cruz, cette dernière convainquant les dames du monastère de le subventionner. En 1776, avec l'aide du chaudronnier baumois Pourchot, il construit sa première embarcation, le Palmipède, dont une machine à vapeur actionne des rames en forme de palme. Il parvient à naviguer avec succès pour la première fois de l'histoire de la navigation sur le bassin de Gondé, là ou le Cusancin se jette dans le Doubs, à Baume-les-Dames, aux mois de juin et juillet 1776. Les deux paires de rames de chaque côté du bateau empêchent le passage aux écluses, et ce relatif échec du procédé de propulsion incite son inventeur à abandonner ce projet.

### LePyroscaphe
Brouillé avec ses associés, et renié par sa famille, Claude François de Jouffroy d'Abbans se retire dans son château d'Abbans près de Besançon, pour étudier une évolution de son bateau à vapeur. En 1781, il crée une société à Lyon, alors seconde ville de France, pour exploiter le Pyroscaphe, premier bateau à roues à aubes de 46 m le long, et 182 tonneaux, muni de nouvelles pales montées sur des aubes. Il est construit à Lyon avec le concours du maître de forges Antoine Frerejean. Le 15 juillet 1783, il réalise, au nord de Lyon, une spectaculaire démonstration publique devant 10 000 spectateurs en remontant la Saône sur plusieurs kilomètres, de la cathédrale Saint-Jean de Lyon à l'Île Barbe, durant environ un quart d'heure, ce qui est plutôt rapide et fait douter fortement de la véracité du témoignage sans doute énoncé sous l'enthousiasme du commentateur de l'époque. En effet, cela correspond à une vitesse de 24 km/h (il y a 6 kilomètres de l'île Barbe à la cathédrale Saint-Jean) ce qui est très rapide en rivière, surtout à contre-courant (la Saône n'est pas encore équipée de barrages éclusés qui ralentissent le courant) et avec un bateau expérimental, lourd, équipé de roues à aubes, d'un rendement bien inférieur à l'hélice pas encore inventée. Bref, nous dirons qu'une telle vitesse était impossible à l'époque, et même actuellement, elle serait dangereuse avec les méandres de la rivière. 5 km/h serait bien plus plausible. 

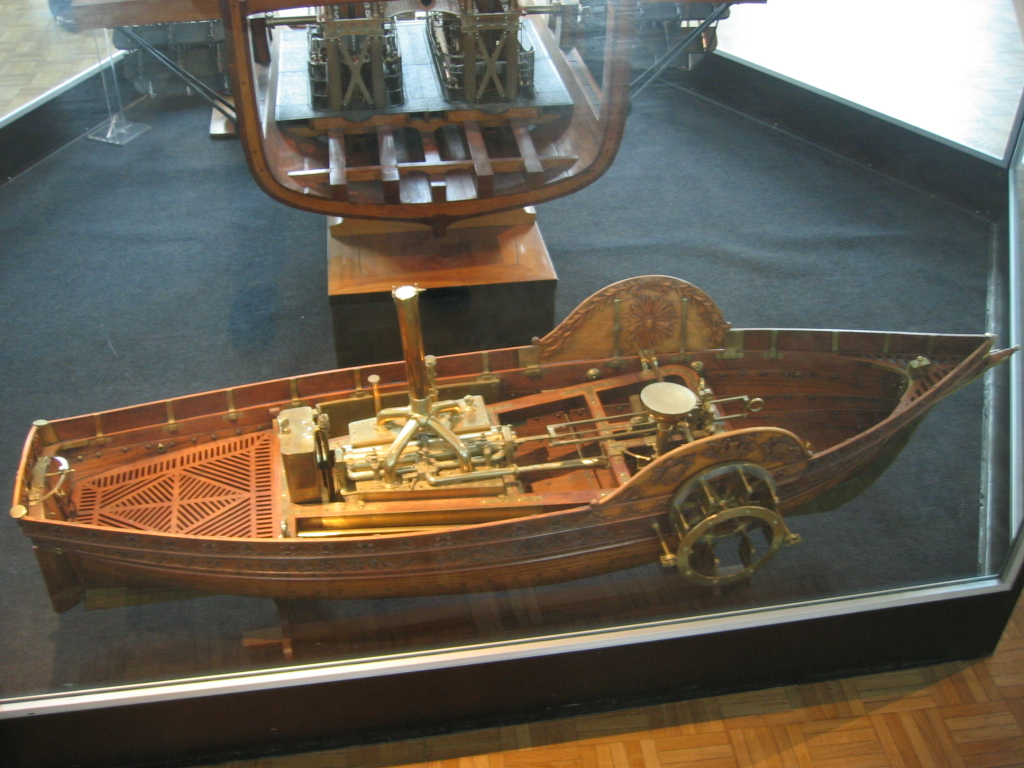
Maquette du Pyroscaphe de 1783, Paris, musée national de la Marine.
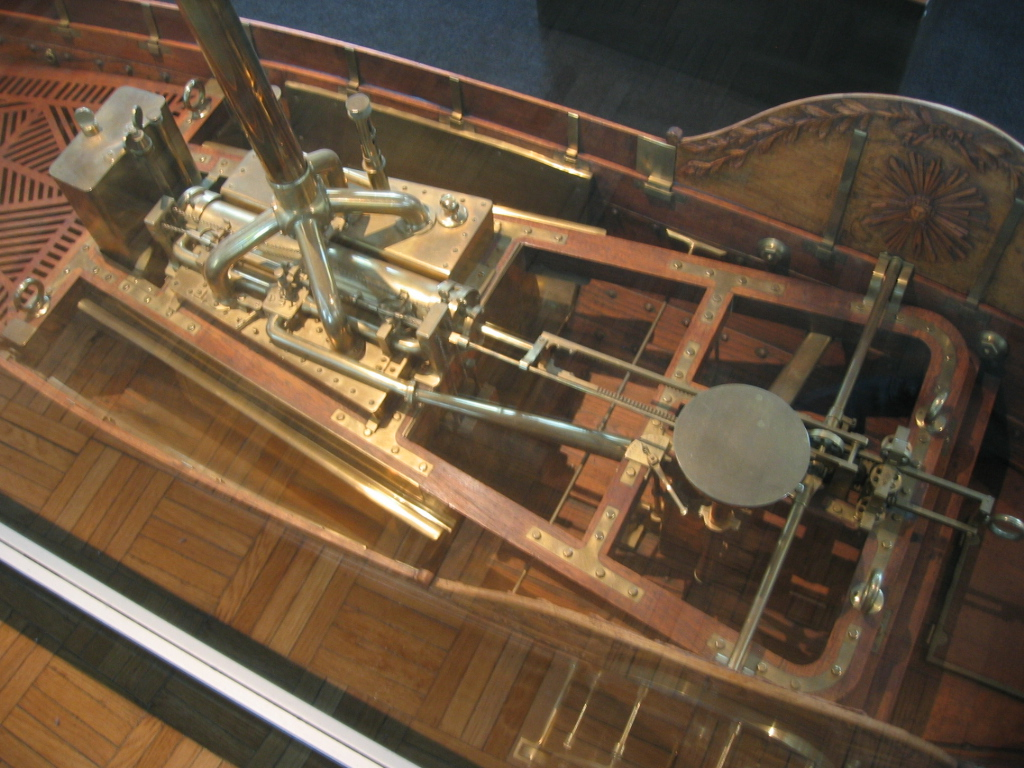
Détail de la machinerie.
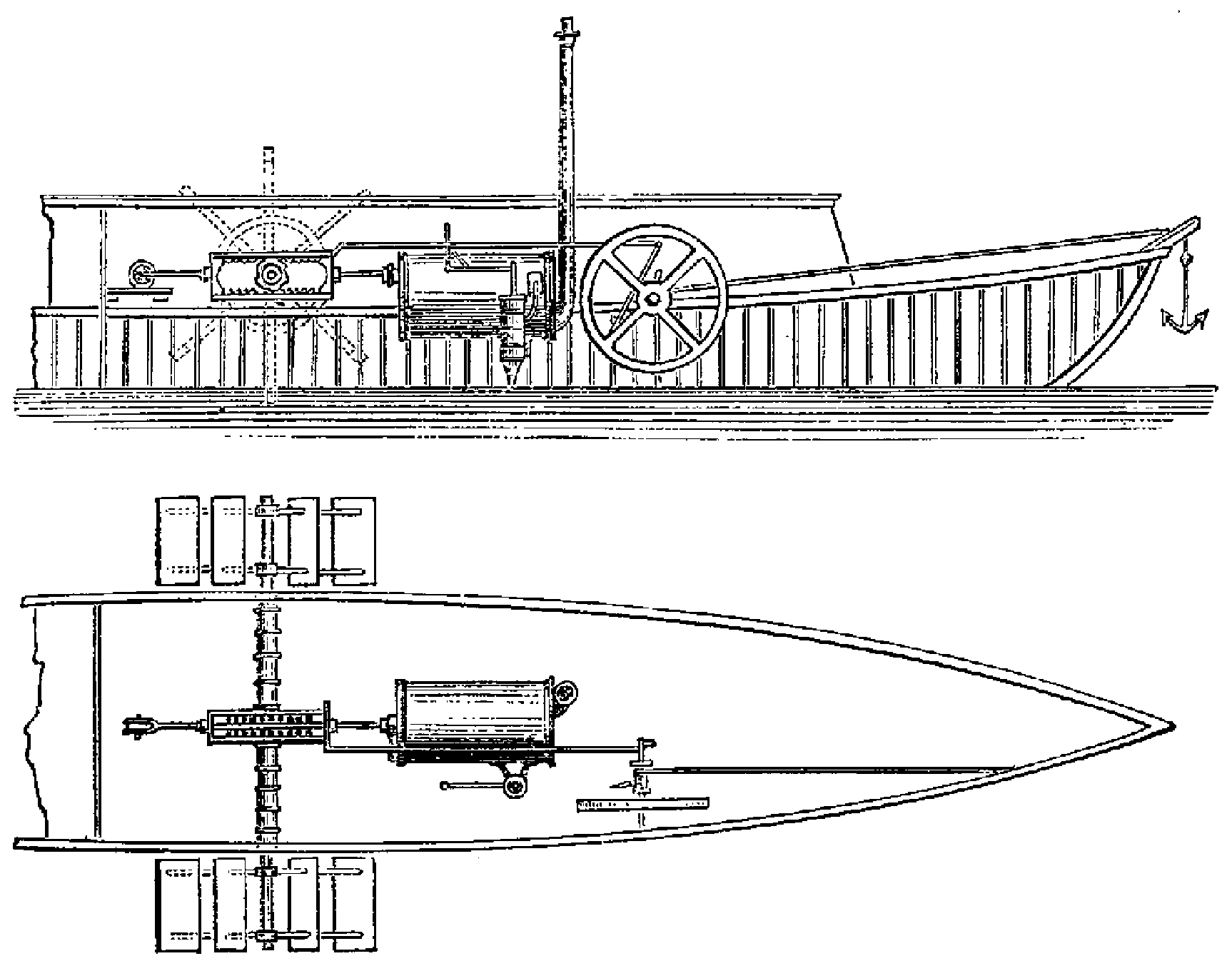
Schéma du Pyroscaphe.
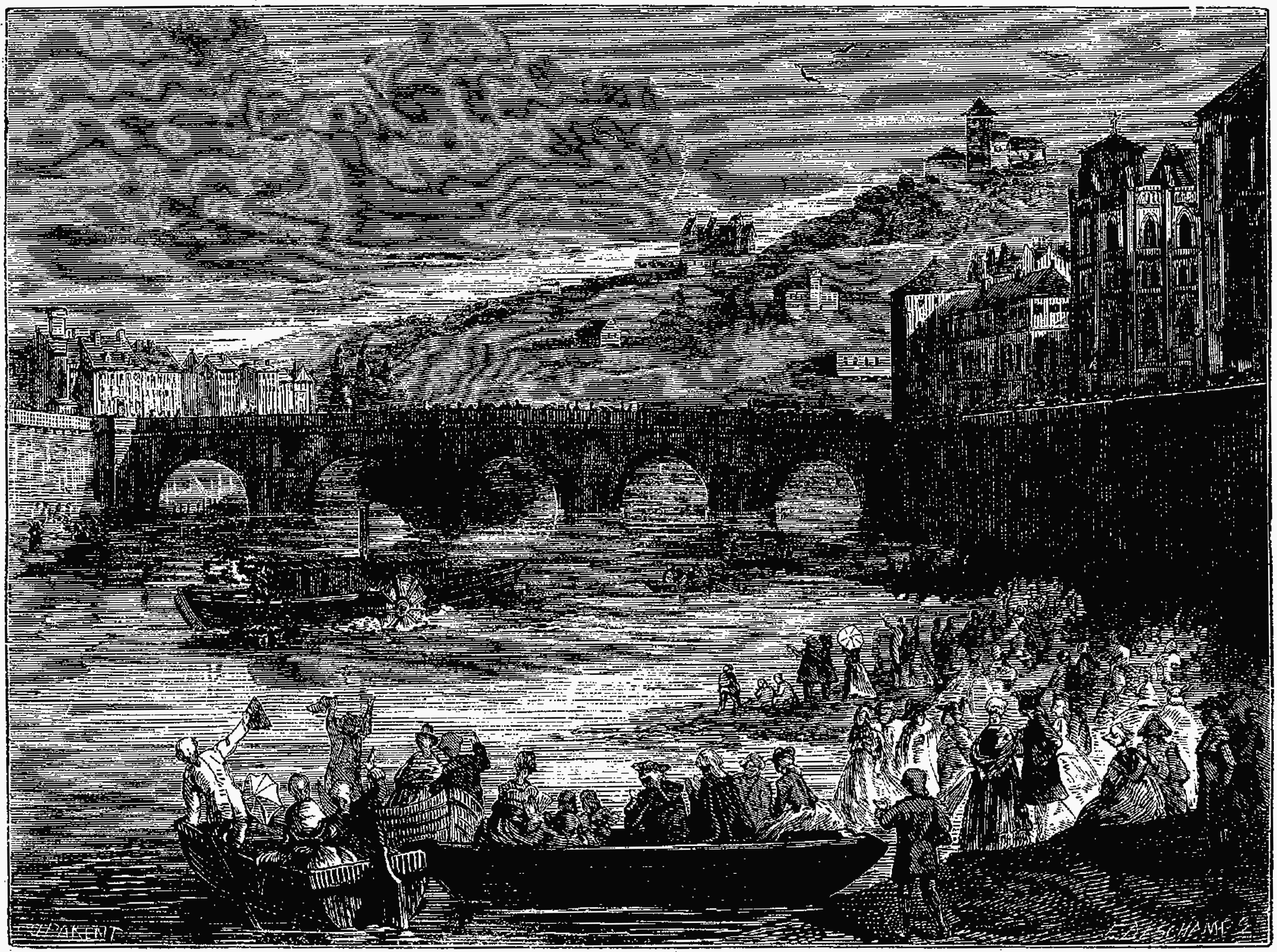
Démonstration du Pyroscaphe à Lyon, le 15 juillet 1783.

### LeCharles-Philippe

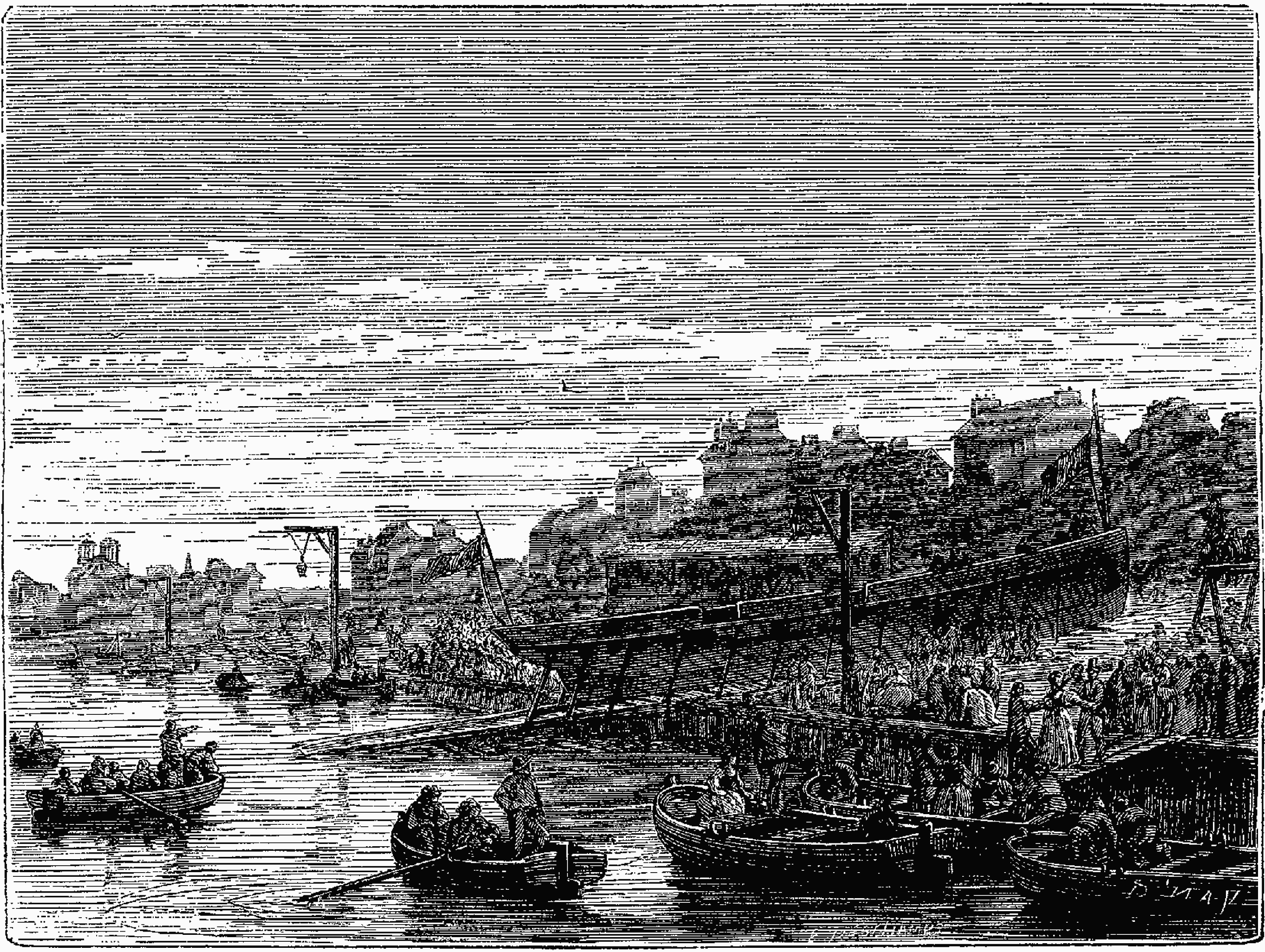
Lancement du Charles Philippe, sur la Seine à Paris, le 20 août 1816.

Pour obtenir un brevet, la bateau doit naviguer à Paris, devant les commissaires de l'Académie des sciences, mais ruiné et poussé à l'exil par la Révolution française et la Terreur, il interrompt ses travaux, pour ne revenir en France qu'en 1795, en refusant de travailler pour l'empereur Napoléon Ier. À la suite de la chute du Premier Empire et de la Restauration de la monarchie française des rois Louis XVIII, puis Charles X, il reprend ses travaux en 1816 sous la protection de ces derniers,, fonde le chantier naval Jouffroy d'Abbans, et inaugure son bateau à vapeur Charles-Philippe le 20 août 1816, premier service de navigation à vapeur sur la Seine, sur le territoire de Bercy, pour desservir en ligne régulière le trajet fluvial entre Paris et Montereau en Île-de-France (son concurrent américain Robert Fulton a lancé en 1807 le premier service de navigation régulier à vapeur sur l'Hudson (fleuve) entre New York et Albany).
Il perd son épouse et soutien en 1829, et ruiné par ses travaux de recherche, il est hospitalisé à l'hôtel des Invalides en tant qu’ancien officier militaire. Il disparaît un an plus tard, le 18 juillet 1832, victime à Paris, de la deuxième pandémie de choléra. Son corps est enseveli dans une fosse commune.

### Évolutions
En 1832, l'ingénieur français Frédéric Sauvage dépose un premier brevet d'invention d'hélice marine, qui s’imposera définitivement vers 1880, jusqu’à ce jour, au bateau à roues à aubes.
En 1885, les inventeurs allemands Gottlieb Daimler et Wilhelm Maybach déposent leur brevet de premier moteur à gaz 1 cylindre puis premier moteur à essence — moteur Daimler Type P —, qu'ils expérimentent avec succès sur tous types de véhicules de l'époque (moto, voiture, dirigeable…) dont le premier bateau moteur Daimler Mototboot Marie de 1888, avant que leur moteur à essence, et moteur Diesel, ne remplace rapidement les moteurs à vapeur dans le transport mondial[pourquoi ?].

## Famille

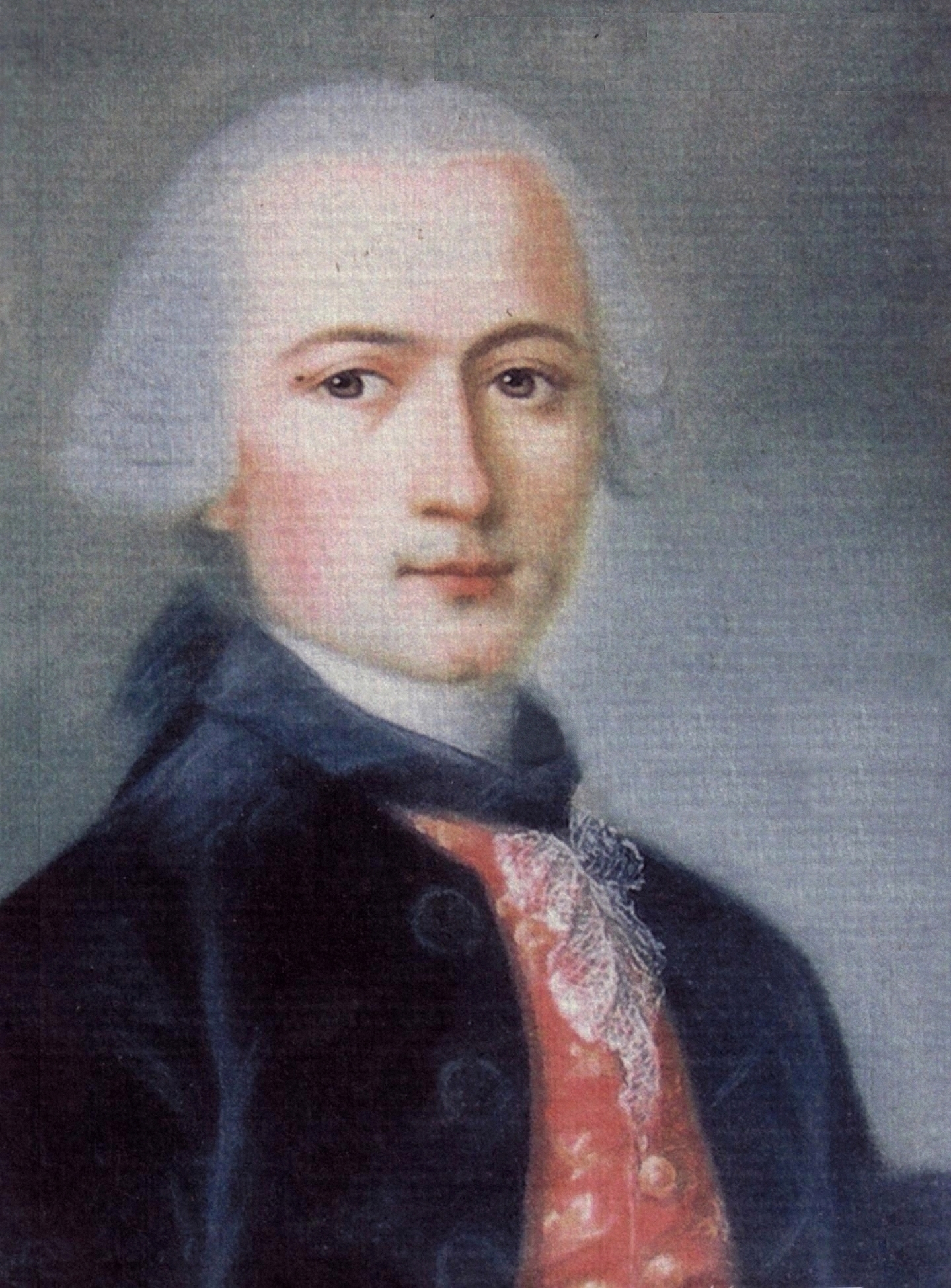
Anonyme, portrait présumé de Claude François Dorothée marquis de Jouffroy d'Abbans (1751-1832), localisation inconnue.

Issu de la famille de Jouffroy d'Abbans, il épouse Marie-Magdeleine de Pingon de Vallier le 10 mai 1783, à Ecully-lès-Lyon. Le couple a quatre fils :
- Achille-François-Éléonore, né le 20 janvier 1785 ;
- Marie-Agathange-Ferdinand, né le 21 juin 1786 ;
- Jean-Charles-Gabriel, né le 6 septembre 1788 ;
- César-Jean-Marie, né le 28 avril 1790.

## Postérité
L'Empire britannique suivait avec attention les développements des inventions françaises qui terrifiaient le tout nouveau premier ministre William Pitt le Jeune : canons de Gribeauval, poudres de Lavoisier, calculs de Belidor, navires de Sané, ballons des Montgolfier et, pire que tout, le navire à vapeur de Jouffroy d'Abbans. Pitt avec méthode et détermination suit les recommandations du dernier discours de son père (William Pitt l'Ancien) de 1777 et fait tout pour « régler » le problème français, seule menace possible à la toute-puissance de l'Angleterre. Cette même année 1783, Louis-Philippe d'Orléans, duc de Chartres, futur Philippe Égalité, offre la fortune à Jouffroy d'Abbans en lui proposant de présenter son invention à ses amis d'Angleterre, offre refusée par Jouffroy par attachement à son pays.
Jouffroy d'Abbans subit par ailleurs la jalousie des frères Périer, qu’il considérait comme des amis et des associés : ceux-ci lui volent les plans de ses inventions et s'opposent à sa demande de brevet. En dépit de la réussite de ses démonstrations à Baume-les-Dames, Lyon et Paris, Jouffroy d'Abbans reste méconnu et n’a que sa sœur et son épouse pour le soutenir.
L'inventeur américain Robert Fulton, également pionnier de la navigation à vapeur, a admis que Jouffroy d'Abbans était l’inventeur du bateau à vapeur.
L'invention du marquis de Jouffroy d'Abbans a inauguré l'ère de la navigation fluviale à vapeur qui a permis le transport de milliers de voyageurs et de millions de tonnes de marchandises pendant tout le XIXe siècle, avant d'être remplacée par le train à vapeur, plus performant, à partir de 1840.

## Hommages

### Monuments
En 1884, un an après le centenaire de la navigation du Pyroscaphe sur la Saône, deux monuments sont élevés à Baume-les-Dames devant le bassin de Gondé des essais de 1776, et Besançon, place de la Madeleine, future place Jouffroy-d'Abbans. La statue en bronze de ce dernier monument, due à Charles Gauthier en 1884, sera fondue durant l'Occupation ainsi que les trois bas-reliefs du piédestal.
En 1946, à Besançon, une statue en ciment réalisée par Jean Jegou, d'après celle de Charles Gauthier, est placée sur le piédestal précédent. L'ensemble sera transféré avenue d'Helvétie le long du Doubs en 1951, puis en 1986, lors de la création du Jardin des senteurs au pied de la statue, la municipalité décidera de tourner celle-ci face à la rivière.
À Besançon, une statue en bronze sculptée par Pascal Coupot en 1998 représentant Jouffroy d'Abbans en taille réelle est scellée sur le trottoir au début du quai Veil-Picard. L'inventeur est représenté dans une pose très réaliste contemplant la rivière en aval du pont Battant. Les travaux pour le tramway de Besançon nécessiteront le retrait temporaire de la sculpture en février 2012. Réinstallée sur le quai de Strasbourg, elle sera descellée par des vandales en juillet 2014 avant sa nouvelle implantation en mai 2015 sur le pont Battant.

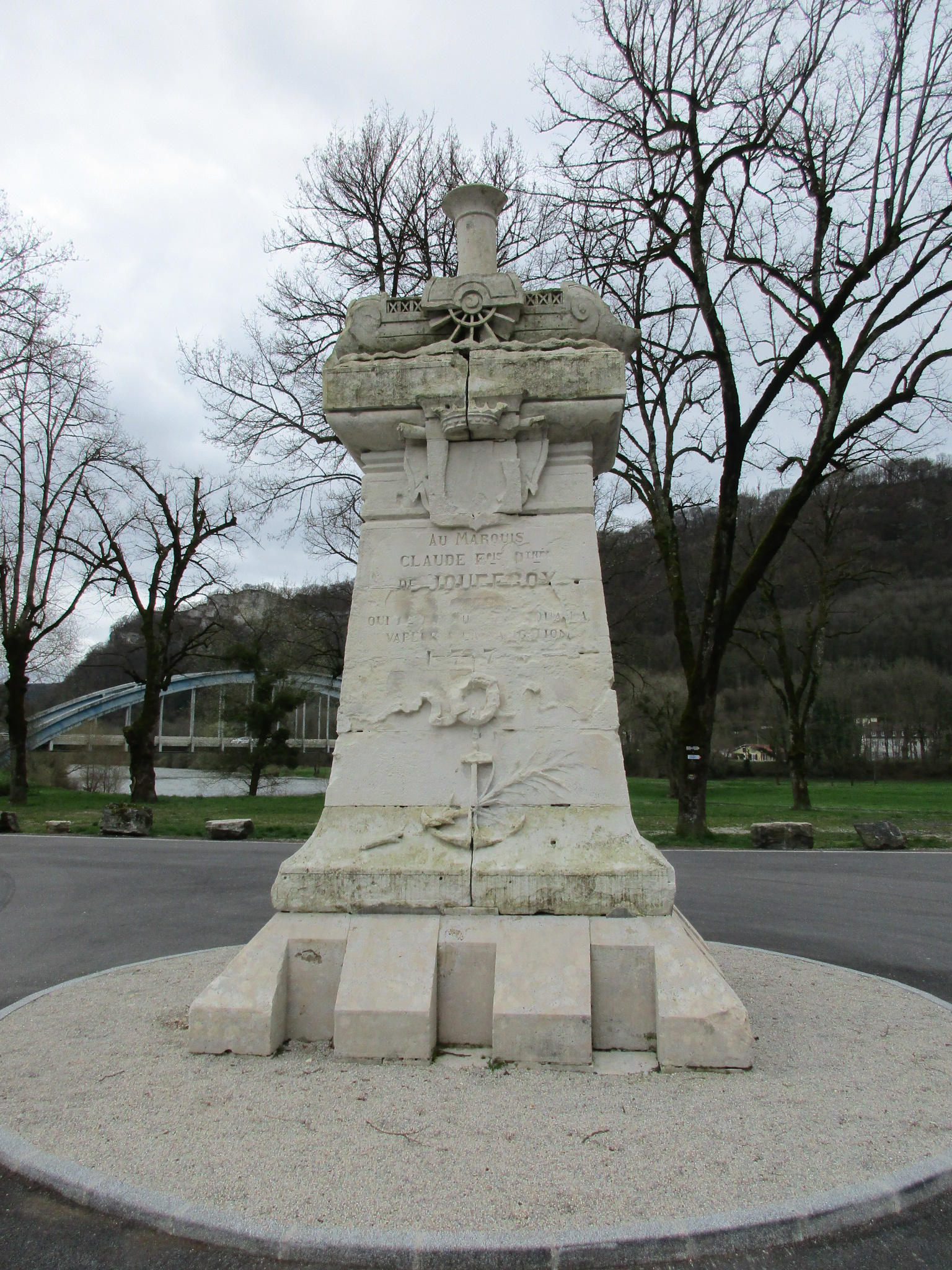
Monument au marquis Jouffroy d'Abbans à Baume-les-Dames devant le bassin de Gondé du Doubs.
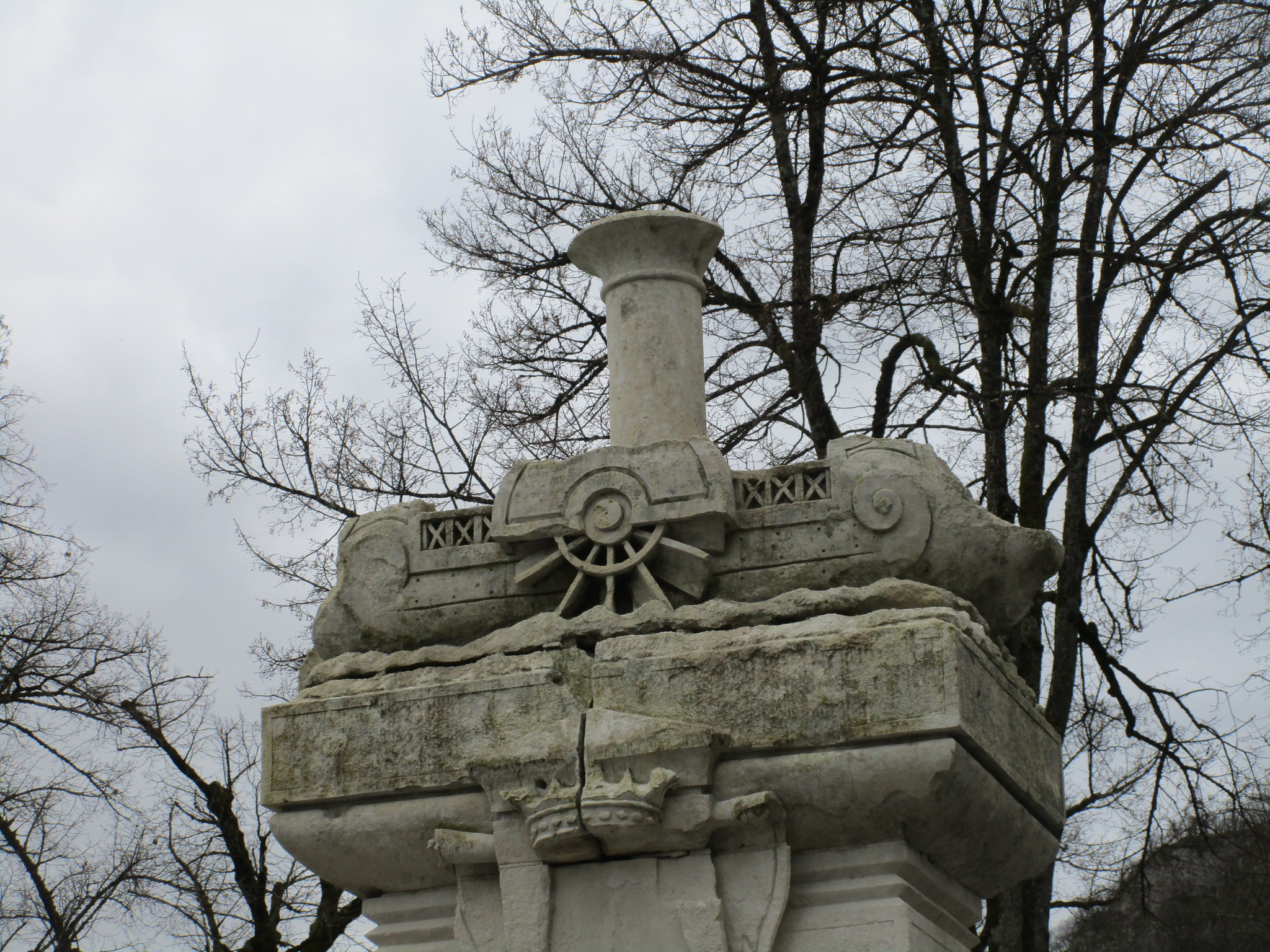
Détail du Pyroscaphe, du monument de Baume-les-Dames.
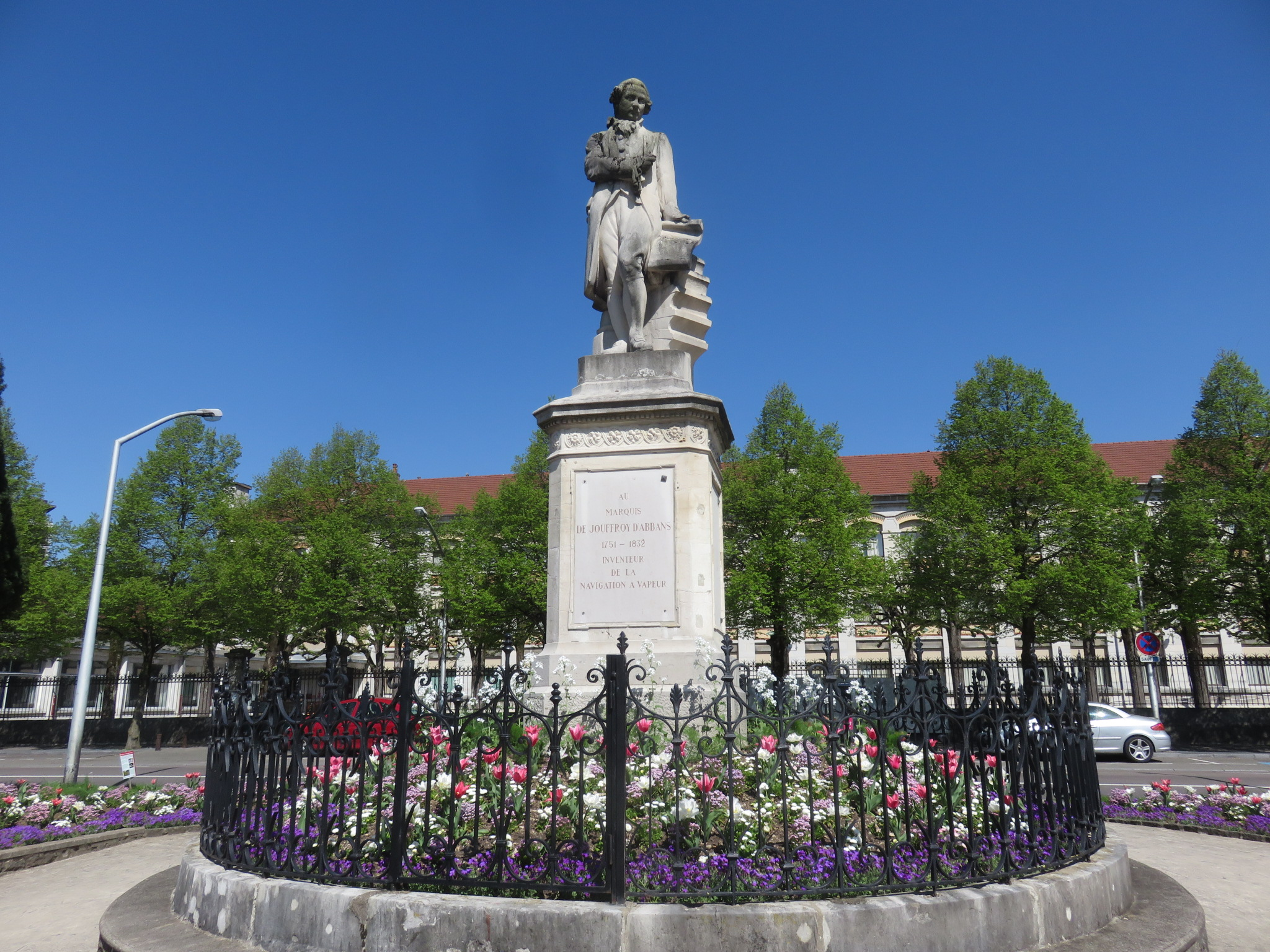
Jean Jegou, Monument au marquis Jouffroy d'Abbans, 1946, Besançon, promenade de l'Helvétie.
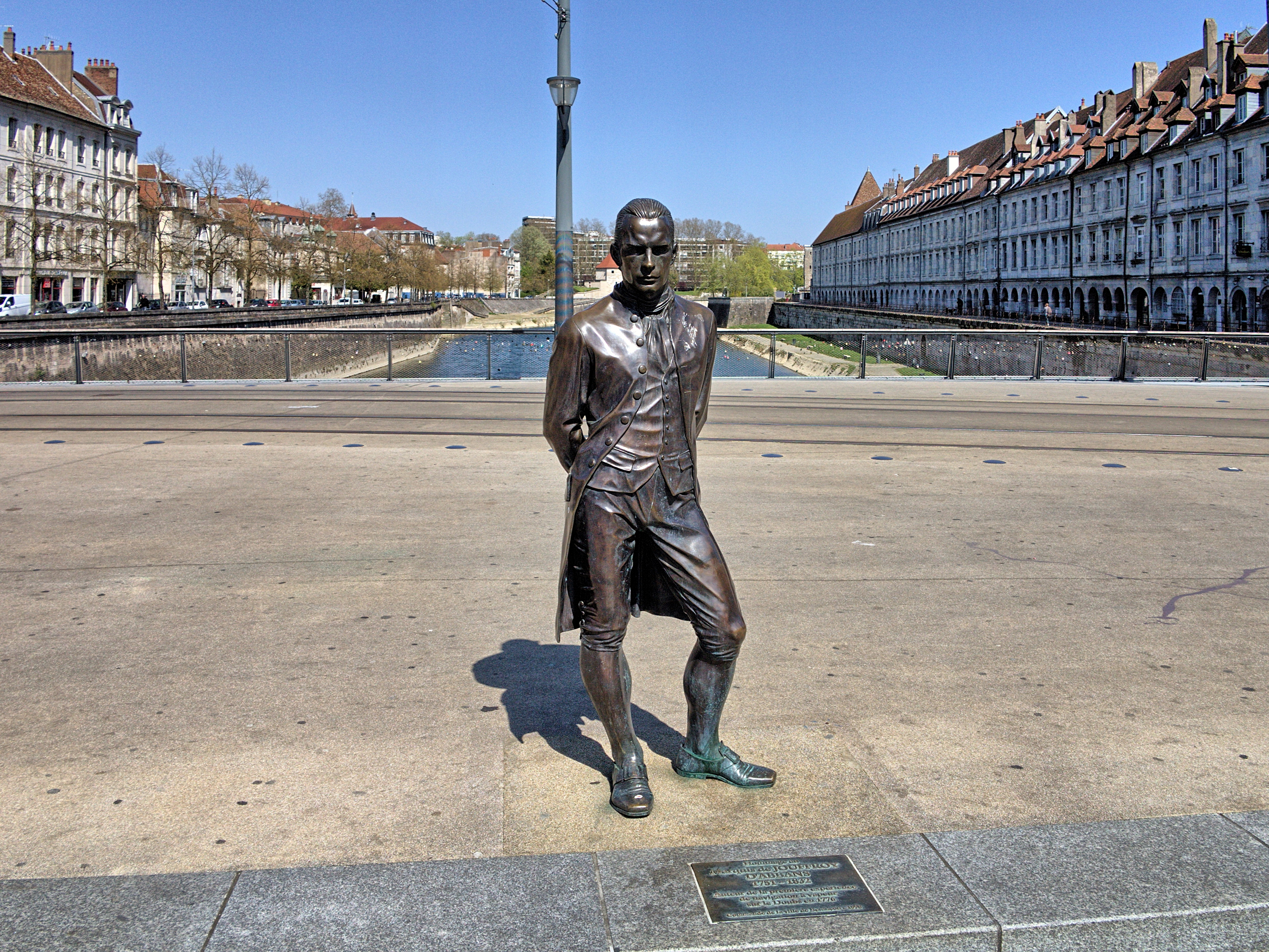
Pascal Coupot, Jouffroy d'Abbans, 1998, Besançon, pont Battant.

### Commémorations
Des commémorations eurent lieu en 1933 à Besançon (150 ans de la navigation sur la Saône), en 1951 à Paris (200 ans de la naissance), en 1983 à Lyon (200 ans de la navigation sur la Saône), en 2001 à Baume-les-Dames (250 ans de la naissance), et en 2016 à Roches-Bettaincourt, Baume-les-Dames et Abbans-Dessus (200 ans de l'obtention du brevet).
En juillet 2022 est créée la pièce de théâtre À toute vapeur ou la presque vraie vie du marquis inventeur  Claude François Dorothée de Jouffroy d'Abbans de Julien Lopez par la Compagnie la Gouaille.

### Odonymie
Portent le nom de Jouffroy d'Abbans :
- deux lycées à Baume-les-Dames et Moyeuvre-Grande ;
- deux collèges à Sochaux et Doulaincourt ;
- deux écoles à Saint-Vit et Paris ;
- une des 19 rames du tramway bisontin ;
- la rue Jouffroy-d'Abbans à Paris 17e (connue sous le nom de « rue Jouffroy » de 1864 à 1994)[11] ;
- l'ancienne rue Jouffroy à Paris 13e, disparue entre 1862 et 1867.
- une place de Besançon ;
- un quai de Mâcon ;
- des rues à Carcassonne, Chalon-sur-Saône, Le Creusot, Chaumont, Le Havre, Lyon, Quingey, Baume-les-Dames et Abbans-Dessous lui rendent également hommage.

### Philatélie

Timbre du bicentenaire de la navigation à vapeur, 2016.

Après deux demandes infructueuses faites par les descendants du marquis de Jouffroy d'Abbans, La Poste a accepté d'éditer en 2016 un timbre de collection intitulé « Bicentenaire de la navigation à vapeur ». Il s'agit dans ce cas du bicentenaire de l'obtention, en 1816, d'un brevet pour ce qui était appelé à l'époque un bateau-diligence.
Le graveur Pierre Albuisson a représenté Claude François de Jouffroy d'Abbans de profil avec en arrière-plan le Pyroscaphe, le bateau à vapeur et à aubes qui navigua pour la première fois sur la Saône à Lyon en 1783. La sortie de ce timbre est due à la volonté de Bernard Debrie, président de la Société philatélique de Besançon. Les inaugurations et expositions du « premier jour du timbre » se sont déroulées du 22 au 24 avril 2016 à Roches-Bettaincourt en Haute-Marne, où est né l'inventeur, ainsi qu'à l'abbaye de Baume-les-Dames. Ce dernier lieu est particulièrement symbolique puisque sa sœur Marie-Élisabeth, chanoinesse de cette abbaye, a fortement contribué au financement et à la construction du Palmipède, le premier prototype à rames mis à l'eau en juin-juillet 1776 sur le Doubs à hauteur de Baume-les-Dames.